# Carabus vladimirskyi
Carabus vladimirskyi is een keversoort uit de familie van de loopkevers (Carabidae). De wetenschappelijke naam van de soort is voor het eerst geldig gepubliceerd in 1830 door Dejean & Boisduval.